# Яжборовські-Юр'єви
Яжборовські-Юр'єви — український старшинський, пізніше дворянський рід.

## Походження
Нащадки Сергія Яковича Яжборовського, що в 1699 р. емігрував з Речі Посполитої до Війська Запорозького і отримав від гетьмана Мазепи універсал на помістя в Ніжинському полку. Його онук Юрій Юрійович став також іменуватись Юр'євим, через що його нащадки стали писатись Яжборовськими-Юр'євими. Рід внесений в VI частину родословної книги Чернігівської губернії.

## Опис герба
Щит розділений на дві частини, з яких в верхній в срібному полі позначене серце, а в нижньому в блакитному полі зображени й золотий хрест і над ним золота корона
Щит увінчаний дворянським шоломом і короною зі страусиними пір'ями. Намет на щиті блакитний, підкладений золотом. 
Герб роду Яжборовських-Юр'євих внесений в Частину 6 Загального гербовника дворянських роді Всеросійської імперії, стр. 139.